# Steve Burtt jr.
Steven Dwayne Burtt Junior (ur. 7 marca 1984 w Nowym Jorku) – amerykański koszykarz występujący na pozycji rozgrywającego, posiadający także ukraińskie obywatelstwo, obecnie zawodnik BC Niżny Nowogród.
Jego ojciec Steve występował w Golden State Warriors, Los Angeles Clippers, Phoenix Suns oraz Washington Bullets w NBA.
12 stycznia 2020 został zawodnikiem rosyjskiego BC Niżnego Nowogród.

## Osiągnięcia
NCAA
Stan na 13 stycznia 2020, na podstawie, o ile nie zaznaczono inaczej.
- Uczestnik turnieju NCAA (2006)
- Mistrz turnieju konferencji Metro Atlantic Athletic (MAAC – 2006)
- MVP turnieju MAAC (2006)
- Zaliczony do:
  - I składu:
    - konferencji MAAC (2006)
    - turnieju konferencji MAAC (2005, 2006)

  - II składu konferencji MAAC (2005)
  - III składu konferencji MAAC (2004)

Drużynowe
- Brązowy medalista mistrzostw Ukrainy (2010)[7]
- Zdobywca pucharu:
  - Ukrainy (2010, 2011)[7][8]
  - Libanu (2016)
  - superpucharu Libanu (2016)

Indywidualne
- MVP:
  - pucharu ukraińskiej Superligi (2011)[8]
  - ukraińskiego meczu gwiazd (2011, 2012)[9]
  - sezonu regularnego ligi izraelskiej (2008 według eurobasket.com)[10]
  - miesiąca ukraińskiej Superligi (październik, listopad 2011, marzec 2012)
  - tygodnia ukraińskiej Superligi (3, 7 15 – 2011/12)
- Najlepszy:
  - obcokrajowec ligi izraelskiej (2008 według eurobasket.com)[10]
  - zawodnik występujący na pozycji obrońcy ligi izraelskiej (2008 według eurobasket.com)[10]
- Uczestnik:
  - ukraińskiego meczu gwiazd (2010–2012)[7][8][9]
  - konkursu rzutów za 3 punkty podczas ukraińskiego All-Star Game (2011)[8]
- Zaliczony do:
  - I składu:
    - ligi izraelskiej (2008 przez eurobasket.com)[10]
    - obcokrajowców ligi izraelskiej (2008 przez eurobasket.com)[10]

  - II składu ligi ukraińskiej (2010, 2011 przez eurobasket.com)[7][8]
  - składu Honorable Mention ligi:
    - ukraińskiej (2012 przez eurobasket.com)[9]
    - VTB (2014)[11]
- Lider:
  - strzelców ligi izraelskiej (2008)[10]
  - ukraińskiej Superligi w:
    - punktach (2010, 2011)[7][8]
    - asystach (2011)[8]

  - ligi rosyjskiej w:
    - punktach (2013)
    - asystach (2013)

Reprezentacja
- Uczestnik mistrzostw Europy (2011 – 17. miejsce)